# Ludvík Voneš
Ludvík Voneš (6. srpna 1910, Třebíč – 24. listopadu 1978, Brno) byl český malíř.

## Biografie
Ludvík Voneš se narodil v roce 1910 v Třebíči, Vystudoval Vysokou školu uměleckoprůmyslovou v Praze a následně Akademii výtvarných umění v Praze, kde studoval v ateliéru Tavíka Františka Šimona, na počátku 40. let se přestěhoval do Brna, kde působil v ateliéru na Helfertově ulici. Roku 1946 se za pomocí stipendia Ministerstva školství, věd a umění vypravil na studijní cestu do Paříže, kde studoval mezi lety 1947 a 1948 na École des Beaux Arts a na École des Arts Décoratifs, kde studoval v ateliéru Jeana Dupase, kde působil až do roku 1948, v roce 1968 Francii navštívil znovu. Byl ovlivněn Jeanem Dupasem a Francoisem Desnoyerem.

## Dílo
Působil také jako architekt, kdy navrhl skleněnou vitráž ve vestibulu Kounicových kolejí v Brně či panel na brněnském letišti v Tuřanech. Navrhl i množství tapiserií. Byl také autorem čestného diplomu pro Edvarda Beneše.
Vystavoval v Třebíči, Moravských Budějovicích, Jemnici, Hrotovicích, Náměšti nad Oslavou, v Brně pak v Domě pánů z Kunštátu v roce 1970. V roce 2008 pak také proběhla výstava v Muzeu Vysočiny v Třebíči. Roku 2013 byly obrazy a dílo na papíře vystaveny v Muzeu města Brna. V roce 2018 proběhla výstava v kavárně Za pecí v Třebíči.
Jeho díla jsou ve sbírkách Horácké galerie v Novém Městě na Moravě nebo Oblastní galerii Vysočiny v Jihlavě.

## Výstavy

### Samostatné
- 1947, Dům umění města Brna, Brno (Ludvík Voneš: Kresby a kvaše)
- 1957, Kabinet umění, Brno (Ludvík Voneš: Obrazy z let 1946 - 1957)
- 1967, Městská knihovna v Třebíči, Třebíč (Ludvík Voneš: Výstava grafiky, pastelů a kreseb)
- 1970, Západomoravské muzeum, Třebíč (Ludvík Voneš: Obrazy)
- 1970, Městská knihovna v Třebíči, Třebíč (Ludvík Voneš: Grafika)
- 1970, Dům pánů z Kunštátu, Brno (Ludvík Voneš: Obrazy)
- 1972, Horácké muzeum, Nové Město na Moravě (Ludvík Voneš: Obrazy, kresby, art protis)
- 2008, Muzeum Vysočiny Třebíči, Třebíč
- 2013, Muzeum města Brna, Brno (Ludvík Voneš)
- 2013, Brno Gallery CZ, Brno (Ludvík Voneš: Obrazy a práce na papíře)
- 2018, kavárna Za pecí, Třebíč

### Skupinové
- 1943, Brno (Podzimní salón)
- 1943, Jihlava (Horáčtí výtvarníci)
- 1943, Náměšť nad Oslavou (Horáčtí výtvarníci)
- 1948, Ostrava (SVU Aleš Brno)
- 1956, Dům umění města Brna, Brno (Výtvarní umělci Brněnského kraje)
- 1957, Zlín (Výstava moravských výtvarníků)
- 1959, Praha (Výstava moravské grafiky)
- 1965, Dům umění města Brna, Brno (Členská výstava oblastní pobočky SČSVU v Brně)
- 1966, Kabinet grafiky, Brno (Pátá výstava moravské grafiky)
- 1967, Dům umění města Brna, Brno (Brněnský salón)
- 1971, Oblastní galerie Liberec, Liberec (Moderní tapiserie Art protis)
- 1972, Zámek Třebíč, Třebíč (III. výtvarná Třebíč)